# Alfred-Kerr-Preis

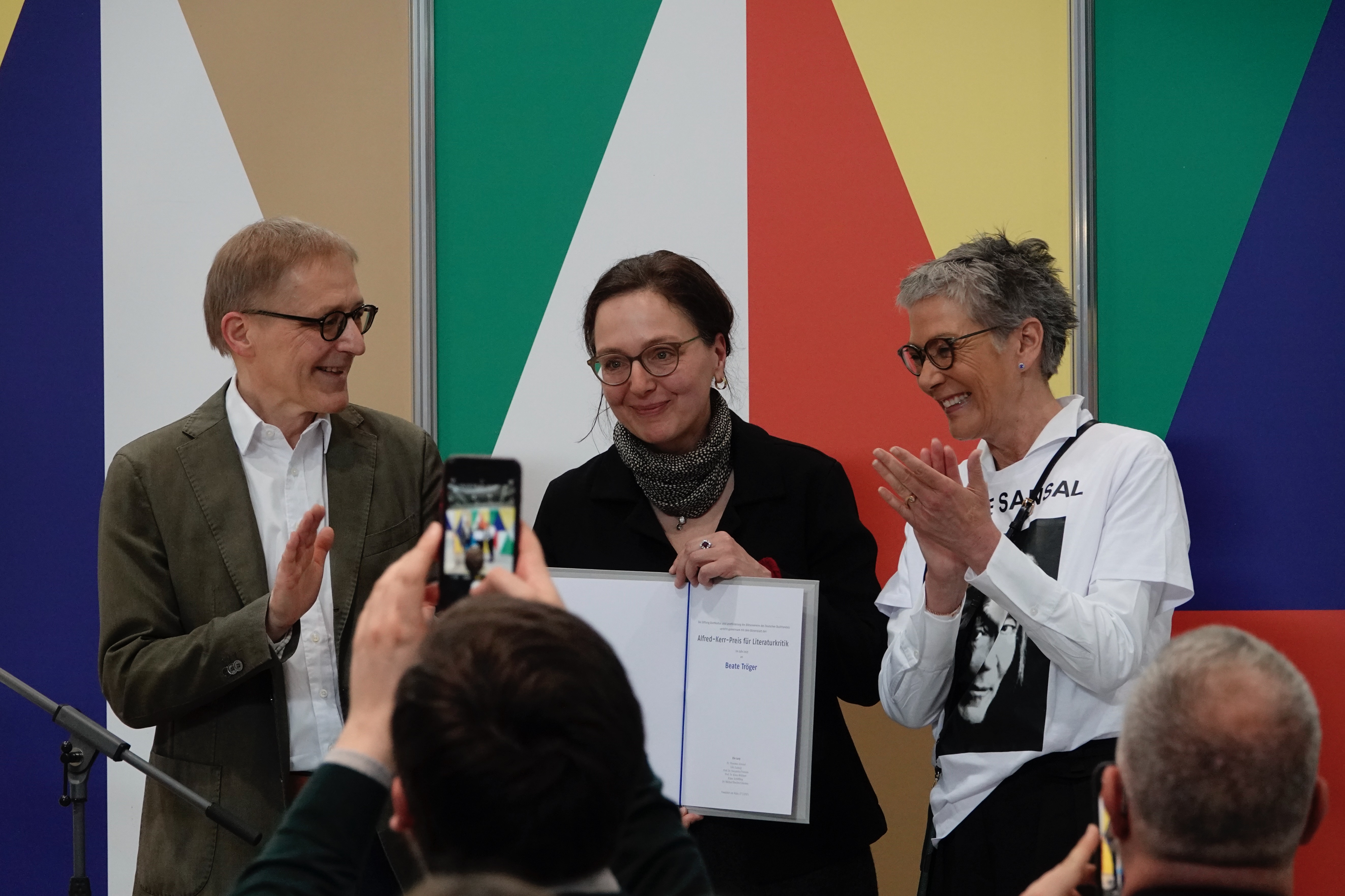
Alfred-Kerr-Preis 2025 für Beate Tröger (Mitte). Daneben: Michael Roesler-Graichen und Karin Schmidt-Friderichs

Der Alfred-Kerr-Preis für Literaturkritik wurde 1977 vom Börsenblatt für den Deutschen Buchhandel gestiftet.
Der Preis erinnert an den Theater- und Literaturkritiker und Publizisten Alfred Kerr (1867–1948) und ist mit 5000 Euro dotiert (Stand 2021). Er wird jährlich vom Börsenblatt für den Deutschen Buchhandel verliehen, seit 1996 jeweils an eine Einzelperson für ihr literaturkritisches Werk. Seit 2004 erfolgt die Vergabe in der Regel während der Leipziger Buchmesse.
Die Jury besteht aus Katrin Lange, Programmreferentin am Literaturhaus München, dem Buchhändler Michael Lemling, der Literaturwissenschaftlerin Alexandra Pontzen, dem Präsidenten der Deutschen Akademie für Sprache und Dichtung Klaus Reichert, dem Verleger Klaus Schöffling sowie dem jeweiligen Chefredakteur des Börsenblatts.

## Preisträger
noch unvollständig
- 1978: Jürgen Lodemann
- 1982: Otto Breicha
- 1988: Dieter P. Meier-Lenz
- 1992: Volker Ullrich[1]
- 1993: Redaktion der Zeitschrift neue deutsche literatur: Werner Liersch, Christian Löser, Achim Roscher
- 1995: Jörg Magenau
- 1996: Hanns Grössel
- 1997: Paul Ingendaay
- 1998: Günter Ohnemus
- 1999: Andreas Nentwich
- 2000: Lothar Müller
- 2001: Ulrich Weinzierl
- 2002: Maike Albath
- 2003: Felicitas von Lovenberg
- 2004: Elmar Krekeler
- 2005: Hubert Spiegel
- 2006: Meike Feßmann
- 2007: Hubert Winkels
- 2008: Burkhard Müller
- 2009: Gregor Dotzauer
- 2010: Dorothea von Törne
- 2011: Ina Hartwig[2]
- 2012: Helmut Böttiger[3]
- 2013: Daniela Strigl[4]
- 2014: Insa Wilke[5]
- 2015: Manfred Papst[6]
- 2016: Nico Bleutge[7]
- 2017: Andreas Breitenstein[8]
- 2018: Michael Braun[9]
- 2019: Marie Schmidt[10]
- 2020: Christian Metz[11]
- 2021: Roman Bucheli[12]
- 2022: keine Vergabe
- 2023: Jutta Person[13]
- 2024: Wolfgang Matz[14]
- 2025: Beate Tröger[15]